# Джил (Армения)
Джил (арм. Ջիլ) — село в Гегаркуникской области Армении.

## География
Село расположено в восточной части марза, на берегах реки Джил, к востоку от автодороги , на расстоянии 82 километров к северо-востоку от города Гавар, административного центра области. Абсолютная высота — 2040 метров над уровнем моря.

### Климат
Климат характеризуется как умеренно холодный, влажный (Dfb в классификации климатов Кёппена). Среднегодовая температура воздуха составляет +4,6 °C. Средняя температура самого холодного месяца (января) составляет −5,8 °С, самого жаркого месяца (августа) — +15,5 °С. Расчётная многолетняя норма атмосферных осадков — 792 мм. Наибольшее количество осадков выпадает в мае (110 мм).

## Население
Численность постоянного населения по состоянию на 1 января 2024 года составляла 678 человек.
| Год переписи | Население          | Население          | Население          | Население            | Население            | Население            |
| Год переписи | Наличное население | Наличное население | Наличное население | Постоянное население | Постоянное население | Постоянное население |
| Год переписи | Всего              | Мужчины            | Женщины            | Всего                | Мужчины              | Женщины              |
| ------------ | ------------------ | ------------------ | ------------------ | -------------------- | -------------------- | -------------------- |
| 2001         | 681                | 319                | 362                | 680                  | 322                  | 358                  |
| 2011         | 587                | 293                | 294                | 615                  | 306                  | 309                  |

| Год  | Численность | Численность |
| ---- | ----------- | ----------- |
| 1831 | 265         | [ 8 ]       |
| 1873 | 287         | [ 9 ]       |
| 1897 | 739         | [ 8 ]       |
| 1926 | 826         | [ 8 ]       |
| 1939 | 1226        | [ 8 ]       |
| 1959 | 1170        | [ 8 ]       |
| 1970 | 1606        | [ 8 ]       |
| 1979 | 1519        | [ 8 ]       |
| 1989 | 231         | [ 8 ]       |
| 2001 | 680         | [ 8 ]       |
| 2011 | 615         | [ 10 ]      |